# ارل وان دورن
ارل وان دورن (انگلیسی: Earl Van Dorn; ۱۷ سپتامبر ۱۸۲۰ – ۷ مهٔ ۱۸۶۳) فرد نظامی اهل ایالات متحده آمریکا بود.